# Gà Iowa lam
Gà Iowa lam (Iowa Blue) là một giống gà có nguồn gốc gần Decorah của Iowa vào đầu thế kỷ 20. Mặc dù tên gọi của nó là gà lam (xanh) nhưng giống này không thực sự có lông xanh theo tiêu chuẩn gia cầm. Chúng là một loại gà cực kỳ hiếm nhưng lại không được công nhận bởi Hiệp hội Gia cầm Mỹ. Chúng là một giống gà kiêm dụng đẻ trứng có vỏ màu nâu và được biết đến là một giống gà hay xén, bứt cỏ.

## Lịch sử
Nguồn gốc chính xác của gà Iowa Blue là không rõ, nhưng là chủ đề của một dân gian được cho là có liên quan đến câu chuyện về sự giao phối của một con gà trống Leghorn lông trắng và một con gà lôi. Điều này đặc biệt khó có thể xem xét vì rằng gà Leghorn là những giống gà có trọng lượng nhẹ với dái tai trắng, da màu vàng, và đẻ trứng trắng. Chúng là một trong những giống Di sản mới nổi bật hơn, giống như gà rừng lông xám trong khi di chuyển và những âm thanh phát ra với các đặc tính biểu thị sức sản xuất của giống gà di sản là gà Java đen cổ xưa.
Những con gà Iowa Blue chưa bao giờ được công nhận chính thức bởi Hiệp hội Gia cầm Mỹ, Hiệp hội Bantam Mỹ, hoặc bất kỳ tiêu chuẩn giống nào khác. Vào những năm 1960, một số trại sản xuất giống ở Iowa bán giống này, nhưng sau khi các trại sản xuất giống này đóng cửa hoặc ngừng bán chúng, thì Iowa Blue gần như biến mất. Những người đam mê giống chuyên dụng đã bảo tồn giống này vào thế kỷ 21, mặc dù số lượng của chúng vẫn nhỏ. Nó được liệt kê là "Nghiên cứu" của Bảo tồn giống vật nuôi Mỹ, đòi hỏi đó là lợi ích bảo tồn nhưng thiếu tài liệu được phân loại vững chắc. 

## Đặc điểm
Gà Iowa Blues là một con gà kiêm dụng. Với con trống nặng 7 kg (3,2 kg) và gà mái 6 lb (2,7 kg), chúng có thể cho ra một lượng thịt gà hợp lý. Gà mái đẻ một lượng trứng có vỏ màu nâu, và sẽ đẻ trứng nhiều. Chúng cũng được biết đến là một cái máy xén cỏ (ngụ ý chúng thích bứt cỏ để ăn) và sẽ hoạt động tốt trong điều kiện tự do khi chăn nuôi thả vườn. Chúng có thể là một chút tính nết bất thường. Gà trống Iowa Blues là một trong những con gà cảnh vệ giỏi nhất của đàn gà, là những chiến binh như diều hâu đặc biệt có năng lực chọi nhau.
Giống gà này có dái tai đỏ và một cái mồng đơn. Chúng có bề ngoài với một màu đa dạng, không thực sự là màu xanh được xác định bởi các tiêu chuẩn giống gia cầm. Nó có đầu màu trắng bạc, và bộ lông cơ thể có màu nâu sậm hoặc đen với viền trắng. Mặt sau cũng có màu trắng ở gà trống, và màu tổng thể được gọi là "penciling". Khi giao phối với các giống khác, đặc biệt là gà Plymouth lông trắng hoặc gà New Hampshire, gà Iowa Blues sẽ sản xuất giống lai khi nhân giống, giao phối với các giống khác.